# Sramana
Se conoce como śramaṇa al monje religioso que ya desde el siglo II a. C. se apartaba de las tradiciones de la ritualista religión védica hacia una visión más mística.

## Nombre sánscrito y etimología
- śramaṇa, en el sistema AITS (alfabeto internacional para la transliteración del sánscrito).[1]
- श्रमणा, en escritura devanagari del sánscrito.[1]
- शमण (śamaṇa), en idioma palí.
- Pronunciación:
  - /shramaná/ en sánscrito;[1]
  - /shráman/ en varios idiomas modernos de la India (como el hindí, el maratí o el palí);
  - /shrómon/ en bengalí.
- /shamána/, en pali.

### Etimología
La palabra en sánscrito śramana deriva de la raíz verbal śram, que significa ‘ejercitar, esforzar, trabajar o procurar la austeridad’.
Shramana entonces significa ‘el que se esfuerza’.

### Varias definiciones
Una definición tradicional en sánscrito es śramati tapasiatīti śramaṇaḥ (‘el monje es aquel que se esfuerza y lleva a cabo austeridad religiosa’).
- śramaṇa: el varón que realiza actos de mortificación o de austeridad (un asceta, un monje, un devoto, un mendigo religioso); según el Shatapatha-bráhmana.[2]
- śramaṇa: ‘el que promueve la austeridad’; según el Taittiríia-araniaka (2.7.1)[3]
- śramaṇa: hacer un esfuerzo, un sobresfuerzo, exprimirse, trabajar, especialmente en un asunto tedioso o de baja categoría; según Wilson.
- śramaṇa: vil, malo, básico; según Wilson.
- śramaṇa: nombre que se le aplicaba a un asceta yaina, que ahora se conocería más bien como yati; según el Majabhárata y el Ramaiana (ambos del siglo III a. C.).
- śramaṇa: un monje o mendicante budista; según el libro Buddhism in its connexion with brāhmaṇism & hindūism: and in its contrast with Christianity (pág. 23), de Monier-Williams.
- śramaṇa: nombre que se le aplicaba al propio Buda; según el libro Buddhism in its connexion with brāhmaṇism & hindūism: and in its contrast with Christianity (pág. 23), de Monier-Williams.
- śramaṇa: nombre de una serpiente-demonio; según la literatura budista.
- śramaṇa: desnudo; según lexicógrafos (tales como Amara Simja, Jalaiuda, Jema Chandra, etc.).
- śramaṇa (en masculino): una mujer muy trabajadora y esforzada; según lexicógrafos (tales como Amara Simja, Jalaiuda, Jema Chandra, etc.).
- śramaṇā o śramaṇī:, una monja o mendicante mujer; según lexicógrafos (tales como Amara Simja, Jalaiuda, Jema Chandra, etc.).
- śramaṇa: equivalente a śabarī-bhid, māṃsī, muṇḍīrī; según lexicógrafos (tales como Amara Simja, Jalaiuda, Jema Chandra, etc.).
- śramaṇa: esfuerzo, labor, trabajo pesado; según el Shankhaiana-srauta-sutra.

## Historia
En el Rig-veda (el texto más antiguo de la India, de mediados del II milenio a. C.) no se menciona esta palabra en absoluto.
La primera vez que aparece la palabra shramana ―como alguien que realiza actos de mortificación o de austeridad (un asceta, un monje, un devoto, un mendigo religioso)― es en el Shatapatha-bráhmana.
Una de las definiciones más tempranas de la palabra aparece en el Taittiríia-araniaka (2.7.1) con el significado de ‘el que promueve la austeridad’.
El embajador griego Megástenes (350-290 a. C.) ya planteó la división de los religiosos indios entre los sramanes y brahmanes, por lo que se puede afirmar que en torno al año 300 a. C. ya existían estos grupos y tenían conciencia de ser tales.

## Descripción
Se cree que los sramanas conformaron grupos de varones que se retiraban a los bosques y selvas a llevar una vida austera.
Las personas que adoptaban el sramanismo tomaban invariablemente la forma de ascetas y se alejaban de la civilización y del ritualismo encabezado por los sacerdotes de la casta brahmán para crear órdenes religiosas de muy diversa índole, que buscaban una liberación del ciclo de rencarnaciones (samsara).
Estas tradiciones ascéticas de la antigua India, dieron origen al yainismo, el budismo y la religión ayívika (ya extinta), entre otras corrientes de pensamiento que influyeron en las religiones indias. Algunos shramanas conocidos fueron los líderes religiosos Majavira (siglo V a. C., creador de la religión yaina) y Buda Gautama (siglo III a. C., creador de la religión budista).
Tradicionalmente, un shramana es aquel que ha renunciado a la vida mundana para llevar una vida ascética y austera con el propósito de desarrollar una vida espiritual que lleve al moksha (la liberación del samsara o ciclo de reencarnaciones, superando el sufrimiento que el mismo conlleva). Estos monjes llevan a cabo actos de mortificación o austeridad. De acuerdo a la tradición, un shramana es responsable de sus actos. La salvación se puede conseguir independientemente de la casta, el credo, el color de piel o la cultura. El ciclo de nacimientos y muertes (el samsara), se consigue con la emancipación del mundo y a través de obras benignas y compasivas.

## Características
Todos los grupos de sramanas habían abandonado las posesiones y la vida en sociedad. Esta renuncia pretendía evitar los renacimientos futuros mediante el abandono de la acción ya que el actuar conllevaba una carga kármica que forzaba un nuevo renacimiento. Este planteamiento suponía abandonar los rituales propios del brahmanismo. El origen de esta renuncia es dudoso por cuanto no se puede afirmar si tiene su origen en el Rig-veda (el texto más antiguo de la India, de mediados del II milenio a. C.) ―que en realidad no lo menciona en absoluto― y en el modelo de renuncia brahamánico, o si fue anterior y dio origen a este.
En todo caso, los sramanas se agrupaban en diversas órdenes generalmente abiertas Algunos autores como Paul Dundas han sostenido que algunas órdenes sramánicas tenían su origen en grupos y fraternidades de guerreros
Si bien es probable que la figura de ermitaños o yoguis constituidos en órdenes haya existido desde épocas muy remotas. En estos grupos heterodoxos de la época védica existirían renunciantes conocedores de los Vedas y otros más minoritarios y probablemente anteriores al vedismo. Algunos de estos grupos ―como los muni (silenciosos) o los kesin (desgreñados)― aparecen ya mencionados en el Rig-veda.
Otros, como los vratias, aparecen mencionados en el Atharva-veda y sabemos de ellos que eran numerosos en la región de Magadha, que no conocían el Rig-veda ni sus rituales y han sido señalados como posibles precursores del yainismo. De este modo, también, se fijan fechas muy antiguas para la existencia de este tipo de movimientos sramanas.